# Marienhagen
Marienhagen is een dorp en voormalige gemeente in de Duitse deelstaat Nedersaksen. De gemeente maakte deel uit van de Samtgemeinde Duingen in de Landkreis Hildesheim. Per 1 november 2016 werd Marienhagen toegevoegd aan de gemeente Duingen. Op 1 november 2016 telde Marienhagen 773 inwoners.
Marienhagen ligt aan de Bundesstraße 240, tussen Weenzen en Eime. Het ligt in een natuurlijk doorbraakdal tussen de heuvelruggen Thuster Berg (ten NW van het dorp) en Duinger Berg (ten ZO van het dorp), in het Leinebergland. Het dorp is een geschikt startpunt voor wandeltochten naar de Thüster Berg; tussen het dorp en de Duinger Berg maakt de aanwezigheid van een steengroeve wandelingen onmogelijk.
Marienhagen bestaat sedert de middeleeuwen. Van 1873 tot 1961 was er een grote steengroeve voor kalksteenwinning in bedrijf. Dit betreft niet de nog bestaande groeve ten zuidoosten van het dorp.

## Afbeeldingen

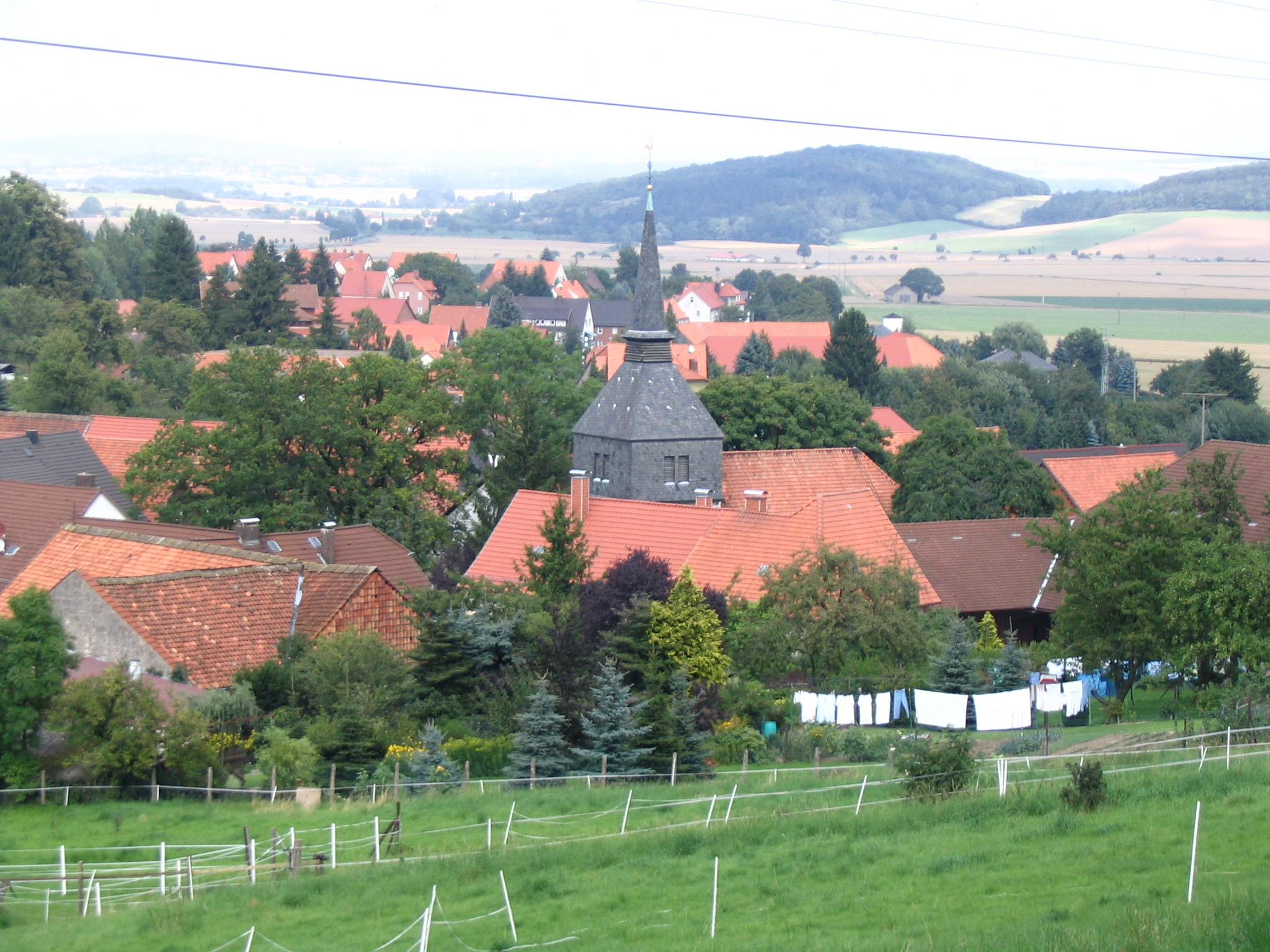
Gezicht op Marienhagen (september 2005)

## Niet te verwarren met
Ook de Duitse plaatsen Wiehl (Noordrijn-Westfalen) en Vöhl (Hessen) hebben een Ortsteil met de naam Marienhagen.
Adenstedt ·
Alfeld (Leine) ·
Algermissen ·
Almstedt ·
Bad Salzdetfurth ·
Banteln ·
Betheln ·
Bockenem ·
Brüggen ·
Coppengrave ·
Despetal ·
Diekholzen ·
Duingen ·
Eberholzen ·
Eime ·
Elze ·
Everode ·
Freden (Leine) ·
Giesen ·
Gronau (Leine) ·
Harbarnsen ·
Harsum ·
Hildesheim ·
Holle ·
Hoyershausen ·
Lamspringe ·
Landwehr ·
Marienhagen ·
Neuhof ·
Nordstemmen ·
Rheden ·
Sarstedt ·
Schellerten ·
Sehlem ·
Sibbesse ·
Söhlde ·
Weenzen ·
Westfeld ·
Winzenburg ·
Woltershausen